# Sociedade dos Ilustradores do Brasil
A Sociedade dos Ilustradores do Brasil (SIB) é uma organização brasileira, fundada em 2002.
Foi criada com o objetivo de promover a interação entre profissionais da ilustração. Entre suas atividades, oferece workshops, palestras e exposições. Também publica uma tabela de valores de referência para serviços de ilustração.
Em 2008, a entidade publicou um catálogo com obras de 40 associados direcionadas ao público infantil e juvenil.

## Ilustra Brasil
Em 2003, a SIB promoveu a primeira edição do Ilustra Brasil, um evento anual com palestras, oficinas e exposições. Venceu duas vezes o Troféu HQ Mix na categoria Melhor Evento, em 2005 e 2006.
A primeira edição internacional, em 2011, recebeu o  nome de Illustra Brazil e expôs mais de 100 trabalhos de artistas brasileiros em Xangai.